# Bone Valley

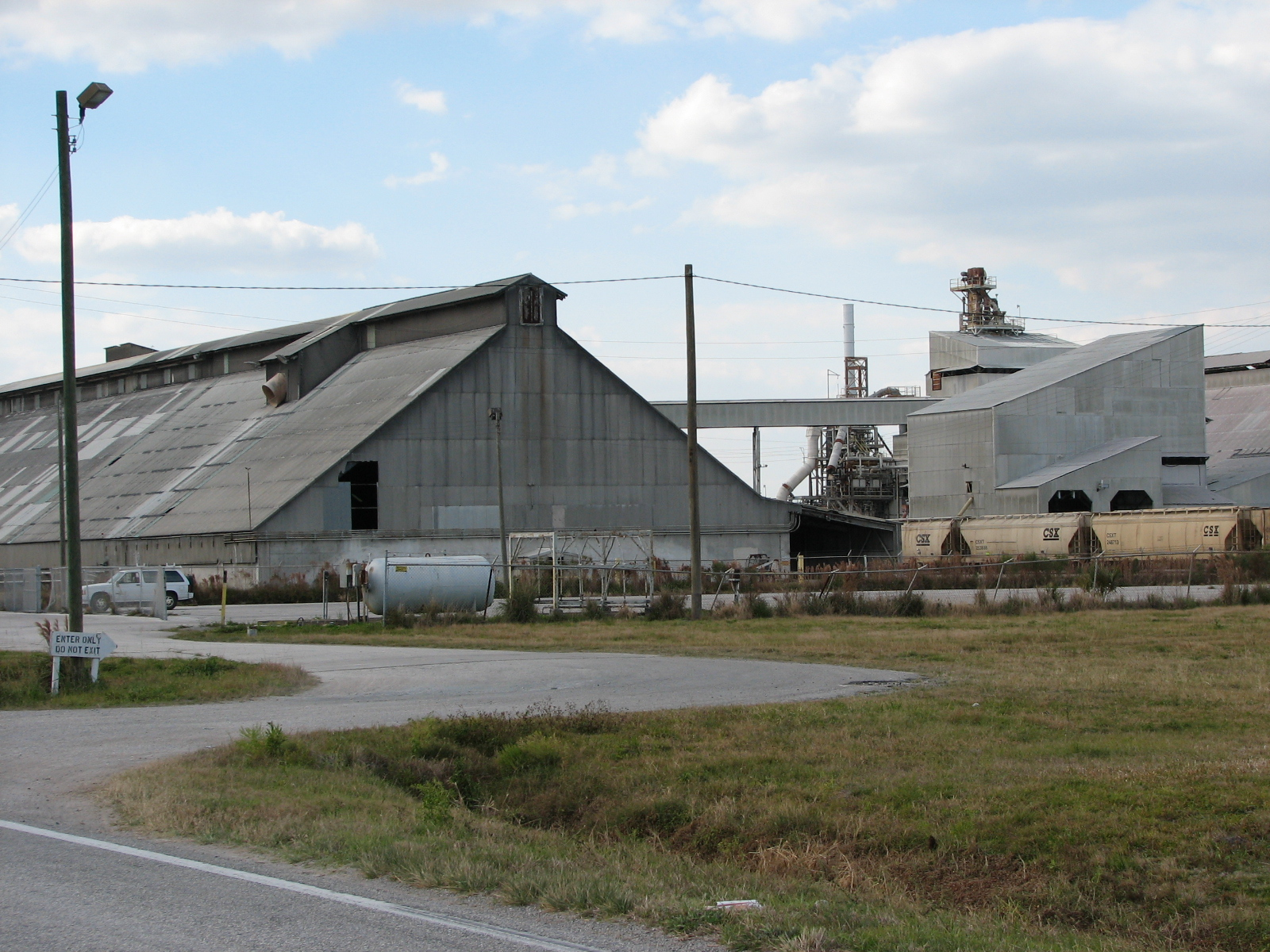
Planta de processament de fertilitzants fosfatats -- Nichols, Florida.

La regió Bone Valley (Vall de l'Os) es troba al centre de l'estat dels Estats Units de Florida, engloba parts dels comtats administratius de Hardee, Hillsborough, Manatee i Polk County, en el qual els fosfats s'extreuen dels dipòsits per a ser usats com fertilitzants en agricultura. Actualment Florida compta amb els dipòsits de fosfats més grans dels Estats Units.

## Procediment

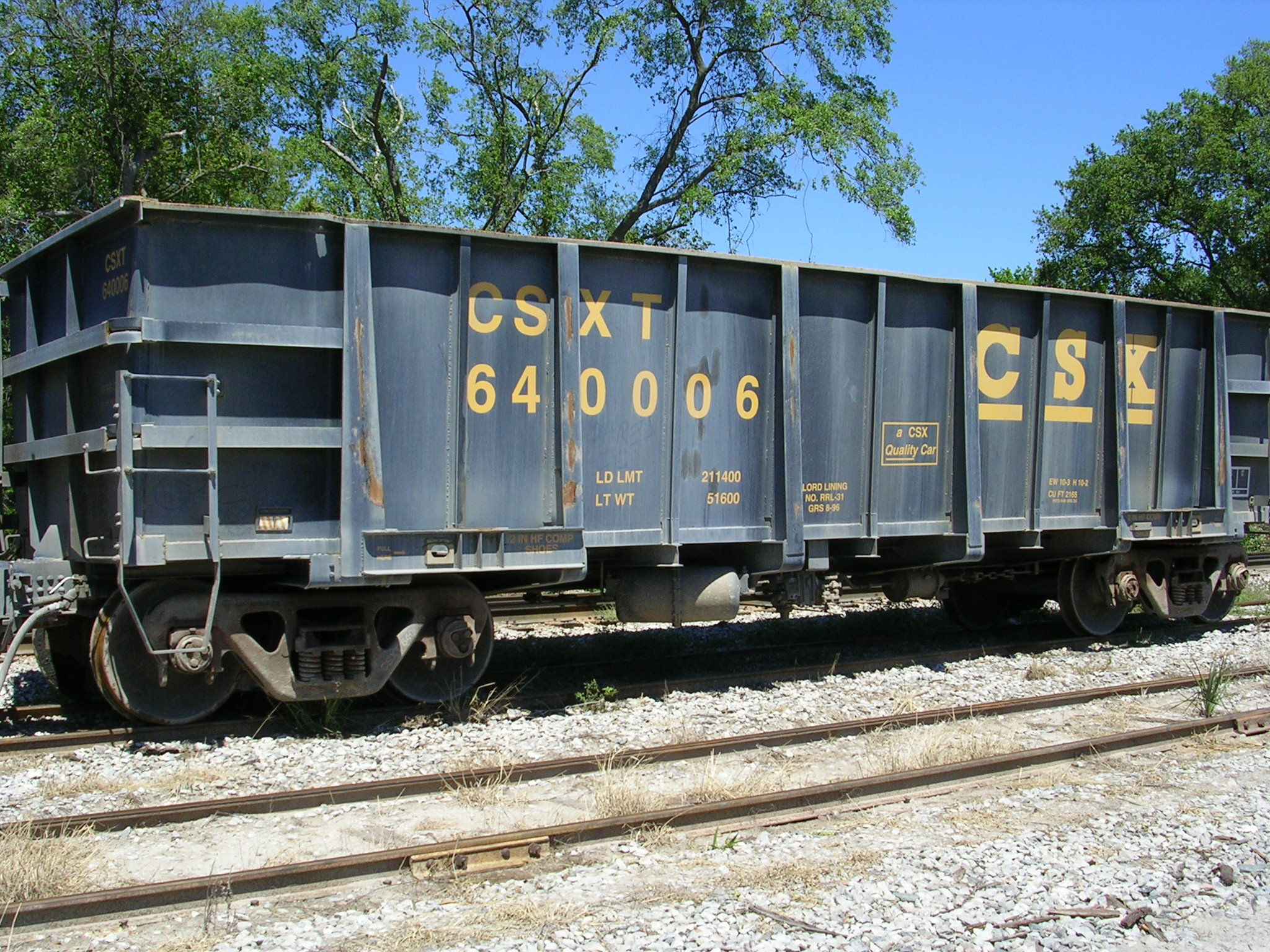
Transport de fosfats des de la regió de Bone Valley al llarg de Tampa Bay -- Edison, Florida.

Grans màquines excavadores funcionen durant les 24 hores del dia en mines de superfície. Obtenen còdols crus de fosfat mesclats amb argila i sorra (cosa que s'anomena matriu). També contenen urani a una concentració aproximada de 100 parts per milió. Com que el fòsfor obtingut és lleugerament radioactiu el seu ús està prohibit en la majoria d'aplicacions.
La matriu s'aboca dins pous on es mescla amb aigua i es transporta mitjançant llargues canonades cap a plantes rentadores. Aquestes plantes separen els fosfats es trona a barrejar amb aigua i es forma una roca molla (wetrock) la qual és transportada per ferrocarril a plantes de fertilitzants on és processada. El producte final inclouen, però no es limiten, el fosfat de diamoni (DAP), fosfat amònic (MAP) i superfosfat triple (TSP).
Els productes de rebuig s'emmagatzemen en grans munts de fòsfor i guix (phosphogypsum) i embassaments, que sovint ocupen una superfície de centenars d'hectàrees.
El processament dels fosfats produeixen quantitats significatives de gas fluor el qual es tracta per filtració.

## Història
El ferrocarril anomenat Florida Southern Railway arribà a Arcadia l'any 1886, on el 1881 s'havien descobert els dipòsits de fosfats pel Capità Francis LeBaron del United States Army Corps of Engineers, ell va enviar a la Smithsonian Institution fòssils prehistòrics dins les barres de sorra del riu Peace. També es va adonar de la qualitat dels fosfats presents en les mostres.